# James John Edmund Guerin

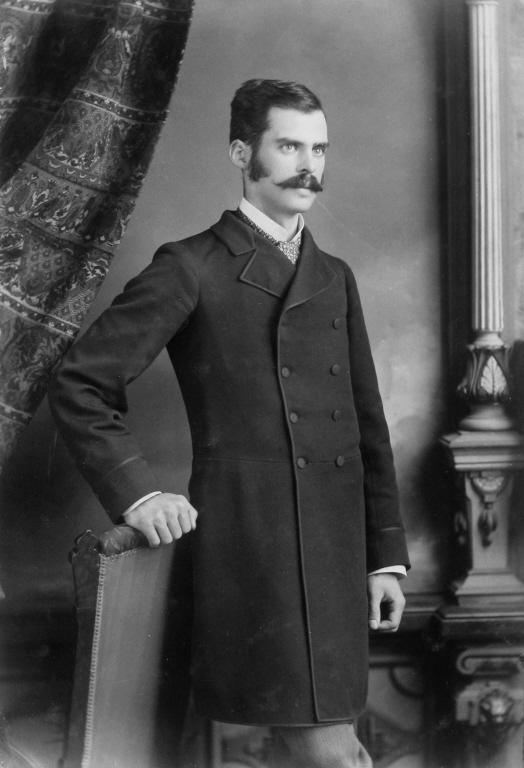
J.J.E. Guerin

James John Edmund Guerin (* 4. Juli 1856 in Montreal; † 10. November 1932 ebenda; auch Guérin geschrieben) war ein kanadischer Arzt und Politiker (Liberale Partei). Von 1895 bis 1901 war er Abgeordneter der Legislativversammlung von Québec, von 1910 bis 1912 amtierte er als Bürgermeister der Stadt Montreal. Schließlich war er von 1925 bis 1930 Abgeordneter des kanadischen Unterhauses.

## Biografie
Der Sohn eines irischen Ingenieurs wanderte in jungen Jahren mit der Familie nach Kanada aus. Er absolvierte das Collège de Montréal und studierte anschließend Medizin an der McGill University sowie am Royal College of Physicians in London. Nach seiner Promotion im Jahr 1878 praktizierte er im Hôtel-Dieu de Montréal und lehrte klinische Medizin an der Montrealer Zweigstelle der Université Laval.
Als Kandidat der Parti libéral du Québec trat Guerin im Jahr 1885 mit Erfolg zu einer Nachwahl um einen frei gewordenen Sitz in der Legislativversammlung von Québec an. 1897 und 1900 gelang ihm die Wiederwahl. Ab 1897 war er Minister ohne Geschäftsbereich in den Kabinetten von Félix-Gabriel Marchand und Simon-Napoléon Parent. Bei der Wahl von November 1904 wurde er abgewählt. Nach sechs Jahren ohne politische Aktivitäten gelang Guerin 1910 die Wahl zum Bürgermeister von Montreal. Seine zweijährige Amtszeit war geprägt von der Aufarbeitung zahlreicher Korruptionsskandale, die von seinen Vorgängern verursacht worden waren. Guerin kandidierte erfolglos bei der Unterhauswahl 1917. Nachdem er 1921 nicht angetreten war, wurde er bei der Unterhauswahl 1925 im Wahlkreis Sainte-Anne gewählt. 1926 schaffte er die Wiederwahl, er verlor jedoch sein Mandat bei der Unterhauswahl 1930.
Guerin erhielt Ehrendoktorwürden der Université Laval (1902) und des Trinity College in Dublin (1912). Im Jahr 1911 erhielt er den Gregoriusorden.